# Оґожелиці
Оґожелиці (пол. Ogorzelice) — село в Польщі, у гміні Стара Біла Плоцького повіту Мазовецького воєводства.
Населення — 405 осіб (2011).
У 1975-1998 роках село належало до Плоцького воєводства.

## Демографія
Демографічна структура станом на 31 березня 2011 року:
|          | Загалом | Допрацездатний вік | Працездатний вік | Постпрацездатний вік |
| -------- | ------- | ------------------ | ---------------- | -------------------- |
| Чоловіки | 194     | 49                 | 134              | 11                   |
| Жінки    | 211     | 62                 | 119              | 30                   |
| Разом    | 405     | 111                | 253              | 41                   |